# Casshan
Casshan, también conocido en Japón como Neo-Human Casshern (新造人間キャシャーン Shinzō Ningen Kyashān?), es una serie de anime creada por Tatsuo Yoshida, fundador de Tatsunoko Production, en el año 1973.
La franquicia también incluye una miniserie de OVAs de 1993 titulada "Casshan: Robot Hunter" y una adaptación de acción real de 2004 titulada "Casshern".
En octubre de 2008, se estrenó un reboot llamado Casshern Sins. En anticipación a la nueva serie animada, se lanzó en Japón el 24 de septiembre de 2008 un conjunto de cajas de DVD de la serie original, Neo-Human Casshern Complete DVD-Box "All Episodes of Casshern".
Casshan también aparece en Tatsunoko Fight y Tatsunoko vs. Capcom: Ultimate All-Stars como personaje jugable.
En la Anime Expo 2013, Sentai Filmworks anunció que habían firmado un acuerdo con Tatsunoko para lanzar parte de su catálogo, confirmando a Casshan como uno de los personajes involucrados.Sentai Filmworks lanzó la serie en DVD y Blu-ray en Estados Unidos el 4 de marzo de 2014.

## Trama
Tetsuya Azuma (東鉄也 Azuma Tetsuya?), también conocido como "Casshan", es un Androide con conciencia humana, también conocido como un neoroider (人造人間 Jinzō Ningen?, lit. "humano artificial"). Tetsuya se sometió a una transformación en la que se convirtió en androide, con el objetivo de perseguir y eliminar a los robots que amenazaban con destruir a la humanidad y tomar el control del mundo.
Su padre biológico, el Dr. Kotaro Azuma, fue el inventor de los autómatas que originalmente estaban destinados a servir a la humanidad. Sin embargo, el primer androide, BK-1, fue alcanzado por un rayo y perdió el control. A pesar de los grandes esfuerzos por detenerlo, BK-1 utilizó su gran fuerza para escapar del castillo. Después de un tiempo, se rebautizó a sí mismo como Buraiking Boss (a menudo mal traducido al inglés como "Black King Boss"; el nombre proviene de 無頼 o burai, que significa malhechor o bruto, usando los símbolos para "confianza" y "nada", pero fonéticamente "Bu Rai" puede significar Hombre Relámpago o Guerrero Relámpago, por lo que el nombre encaja con su trasfondo).
Posteriormente, Buraiking Boss construyó un ejército de androides para enfrentarse a la humanidad. Estos robots se rebelaron de manera masiva al llegar a la conclusión lógica de que preservar el bienestar del ecosistema terrestre implicaba la erradicación de la destrucción de la raza humana.
Casshan y su perro robótico, Friender, se unen con una hermosa chica llamada Luna Kozuki para luchar contra el ejército de androides liderado por Buraiking Boss. Friender puede transformarse en un tanque o en una aeronave a reacción y ayuda activamente a Casshan a combatir al ejército de androides.
Casshan cuenta con una impresionante fuerza y agilidad, pero carece de armamento. Es importante destacar que lleva un par de extrañas pistolas en su cintura; sin embargo, las utiliza más como cohetes que como armas. Aunque los androides enemigos son máquinas enormes y robustas, la mayoría cuenta con una antena ubicada en la parte superior de su cabeza. Arrancar esta antena suele provocar su explosión, lo cual los hace relativamente vulnerables. Además, Casshan puede destruirlos con sus propias manos mediante poderosos golpes, eliminando a un gran número de ellos en cada enfrentamiento.
No obstante, Casshan también presenta algunos puntos débiles. Su cuerpo debe recargarse con energía solar y no puede sostener batallas prolongadas sin correr el riesgo de agotar su batería. En contraste, Luna era completamente inofensiva al inicio de la historia, hasta que su padre construyó una pistola electromagnética capaz de destruir fácilmente a los androides de Buraiking Boss.

## Personajes
Casshan (キャシャーン Kyashān?)
El protagonista de la serie. Casshan es un androide, la unión de la conciencia de Tetsuya Azuma con un cuerpo invencible. Su cuerpo cuenta con varias funciones únicas, incluyendo una velocidad, agilidad y fuerza sobrehumanas, una máscara facial que se puede abrir y cerrar, un panel solar dorado situado en su frente y propulsores montados en la cintura que también pueden usarse como armas.
Luna Kozuki (上月 ルナ Kōzuki Runa?)
Una hermosa joven de 15 años que lucha junto a Casshan. Al igual que Tetsuya, su padre es un científico y es importante en la batalla contra el ejército de androides, gracias a su Pistola de Campo Electromagnético.
Midori Azuma (東 みどり Azuma Midori?)
La madre de Tetsuya, quien fue capturada por el ejército de androides y tuvo sus datos transferidos al cuerpo de Swanee (スワニー Swanī?), una mascota robot de tipo cisne mantenida por Buraiking Boss. Observa las acciones de Buraiking Boss y se muestra ante Casshan como un holograma para ofrecer apoyo a su hijo.
Kotaro Azuma (東 光太郎 Azuma Kōtarō?)
El genio científico que inventó a los androides con la esperanza de ayudar a la humanidad, y de manera irónica se convirtió en el arquitecto de la perdición de la humanidad.
Friender (フレンダー Furendā?)
Originalmente la mascota de Tetsuya, un perro llamado Lucky (ラッキー Rakkī?). Sus datos fueron utilizados para revivirlo como Friender después de su muerte. Para apoyar a Casshan, puede transformarse en un jet, un submarino, un tanque o una motocicleta, e incluso puede exhalar llamas por la boca.
Buraiking Boss (ブライキング・ボス Buraikingu Bosu?)
El principal antagonista de la serie, originalmente BK-1, el primer androide creado por el Dr. Azuma. Fue diseñado para ayudar a unir a la raza humana y a los robots, pero fue alcanzado por un rayo y se rebeló, rebautizándose como Buraiking Boss. Lidera el ejército de androides en un complot para conquistar la Tierra.
Barashin (バラシン?)
Un miembro musculoso de alto rango del ejército de androides.
Arkborn (アクボーン?)
Un miembro delgado de alto rango del ejército de androides.
Sagrey (サグレー?)
Un miembro bajo de alto rango del ejército de androides.

## Romanización del título
Streamline Pictures fue la primera en adaptar el nombre del personaje en la serie de remake OVA para el mercado estadounidense, proporcionando el título "Casshan". "Casshern" aparece como la romanización para la adaptación cinematográfica y el lanzamiento en inglés de Casshern Sins.

## Legado
En Vanquish, desarrollado por PlatinumGames, el estilo artístico se basó en Casshan. En una de las peleas contra jefes, el personaje principal perfora a través de un robot girando a alta velocidad, de manera similar a como lo hace Casshan. En lo que respecta al desarrollo del juego, el director Shinji Mikami es citado diciendo: 
"Me inspiré en Casshan, así que quise hacer un juego similar. Si hubiera seguido adelante y hubiera hecho exactamente el juego que quería al inicio, probablemente habría sido como Casshan, donde golpeas y das patadas todo el tiempo. Pero obviamente, si se trataba únicamente de un juego de puñetazos y patadas, eso ya lo hice en God Hand. Así que, ahora estoy listo para hacer algo diferente. Esta vez, mi objetivo es crear un juego en el que enfrentes robots utilizando armas. Así que ahora es con armas, pero quería asegurarme de que la sensación de velocidad estuviera presente, eso era realmente importante para mí, y por eso introduje el sliding boost."
Además, el protagonista de Vanquish lleva una máscara facial que se quita periódicamente para mostrar su lado humano, al igual que Casshan. Según uno de los modeladores de personajes del juego, Yoshifumi Hattori, se diseñó un perro robótico de apoyo para luchar junto con el personaje principal, incluso transformándose en una armadura que potencia las habilidades. Aunque este perro fue modelado con éxito, fue eliminado de la versión final del juego, junto con otro personaje femenino androide.Raiden de Metal Gear Solid 4: Guns of the Patriots también está vestido como Casshan.

## Adaptación al manga
Una adaptación al manga de la serie original, titulada Casshern R, escrita por Chabo Higurashi e ilustrada por Satoshi Shiki, está lista para comenzar su serialización en la revista Champion Red de Akita Shoten el 19 de septiembre de 2023.